# 大猴面包树
大猴面包树（學名：Adansonia grandidieri），是馬達加斯加六种猴面包树屬植物中最大者，它原產於此島，現由於農地擴張而受到威脅。馬達加斯加的旅游勝地猴面包树大道就是由大猴面包树林構成的。其种加詞來自法國植物學家阿爾弗雷德·格朗迪迪埃（Alfred Grandidier，1836–1921）的姓。

## 形態

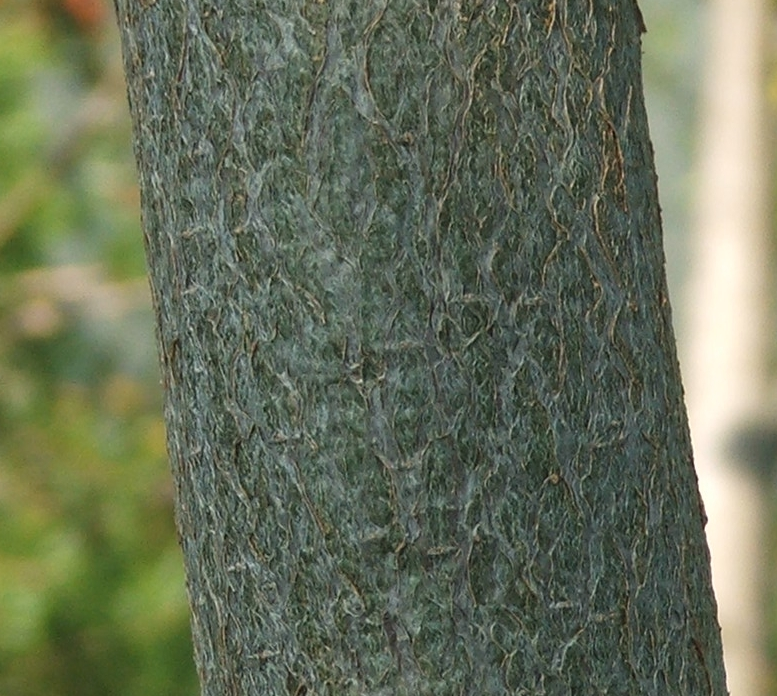
樹皮

大猴面包树有著粗大的圓筒狀樹幹，樹皮光滑、呈紅灰色。其高度可達25至30（82至98英尺），掌狀複葉，葉子呈藍綠色。五月至八月間開花，花朵呈褐色。11至12月結果，種子呈腎形，果肉可食用。科學家一度以爲它的種子不通過任何動物來傳播，但考古研究發現狒狒和象鸟有可能是它的種子傳播者，而今天其種子的傳播媒介則可能是水流。

## 外部連結
维基共享资源上的相關多媒體資源：大猴面包树